# Armenia w Konkursie Piosenki Eurowizji Junior
Armenia zadebiutowała w Konkursie Piosenki Eurowizji Junior w 2007 roku. Od czasu debiutu konkursem w kraju zajmuje się ormiański nadawca Hajastani Hanrajin herrustajnkerut'jun (AMPTV).

## Historia Armenii w Konkursie Piosenki Eurowizji Junior

### Lata 2007–2009
21 maja 2007 ormiański nadawca publiczny Hajastani Hanrajin herrustajnkerut’jun (AMPTV) ogłosił, że wyśle reprezentanta na 5. Konkurs Piosenki Eurowizji Junior organizowany w Rotterdamie. Reprezentantką Armenii została, wybrana wewnętrznie, Arevik z piosenką „Erazanq” (orm. Երազանք), z którą 8 grudnia 2007 zajęła drugie miejsce w finale konkursu, zdobywszy 136 punktów.
W 2008 ormiańska telewizja wyłoniła reprezentanta na 6. Konkurs Piosenki Eurowizji Junior w czteroetapowym programie Junior Eurosong, do którego nadesłano aż 200 zgłoszeń. 11 lipca 2008 odbył się finał eliminacji, w którym wystąpili: Artaszes Muradian („Hekiatneri navapety”), Plus-Minus („Im erezanq”), Do-Re-Mi („Sara-Bara-Bu”), Goar Geworgian („Hndrank”), Serine Hodikian („Inchpes”), Mery Mndjoyan („Mankutyan orer”), Monica Manuczarowa („Im Ergi Hinchune”), Luara Hajrapetian („Im ergy”), Emma Kazarian („Im ergy”) oraz Nadieżda Sargsian i Friends („Szokolad”). Decyzją jurorów i widzów, finał ormiańskich preselekcji, który poprowadzili Felix i Emma Bedżanian, wygrała wówczas 15-letnia Monika Manuczarowa z utworem „Im Ergi Hinchune”. 22 listopada wystąpiła w finale konkursu organizowanym w Limassol i zajęła ósme miejsce, zdobywszy łącznie 58 punktów.
W 2009 telewizja ponownie wyłoniła reprezentanta na 7. Konkurs Piosenki Eurowizji Junior poprzez czteroetapowy program Junior Eurosong, do którego zgłosiło się 15 kandydatów. 11 lipca 2009 odbył się finał preselekcji, w którym wystąpiło siedmioro uczestników: Julie Berberyan i Lika Musheghyan („Menq”), Angel Petrosyan („Yerjanik mankutyun”), Chermak Ampikner („Heqiatayin yerkinq”), Luara Hajrapetian („Barcelona”), Urakh Ghoghanjner („Lusin – Arev”), Zangak („Dproc te poghoc”) oraz Razmik Aghajanyan („Yerjankutyun”). O wynikach finału decydowało jury oraz telewidzowie, który wskazali, że zwyciężyła 11-letnia Luara Hajrapetian z utworem „Barcelona”, z którym 21 listopada wystąpiła w finale konkursu w Kijowie i zajęła drugie miejsce, zdobywając łącznie 116 punktów, w tym najwyższą notę 12 punktów z trzech krajów.

### Lata 2010–2019
Telewizja kontynuowała start w konkursie i wybrała reprezentanta poprzez wieloetapowe eliminacje. Termin zgłaszania kandydatur do selekcji trwał do 5 sierpnia 2010, nadesłano łącznie 31 zgłoszeń. 5 września odbył się finał, który poprowadzili Anahit Sargsyan i Artak Vardanyan. Do finału zakwalifikowało się 10 uczestników: Meri Grigoryan („Bemn im teghn e”), Razmik Aghajanyan („Vor lini”), Lidushik i Meri Grigoryan („Hay arev”), Masis Minasyan („Ergeq indz het”), Anush Melqonyan („Aghjikneri molorake”), Dalita („Jraharsi erge”), Vladimir Arzumanyan („Mama”), Do-Re-Mi („Pop Star”), Aliqner („Qami”) i Vahagn Grigoryan („Vrum-vrum”). Finał preselekcji wygrał Wladimir Arzumanian z utworem „Mama”, zdobywając największą liczbę głosów od jury i telewidzów. 20 listopada wystąpił w finale 8. Konkursu Piosenki Eurowizji Junior w Mińsku i zwyciężył, zostając pierwszym reprezentantem Armenii, który wygrał konkurs. Zdobył łącznie 120 punktów, w tym najwyższą notę 12 punktów z czterech krajów.
18 stycznia 2011 roku EBU ogłosiła, że ormiański nadawca będzie gospodarzem 9. Konkursu Piosenki Eurowizji Junior, ujawniono także, że finał koncertowy odbędzie się 3 grudnia na terenie Kompleksu Sportowo-Koncertowego im. Karen Demirczian w Erywaniu, a prowadzącymi zostali Gohar Gasparyan i Avet Barseghyan. Termin zgłaszania kandydatur do preselekcji Junior Eurosong trwał od 21 czerwca do 20 sierpnia 2011. Nadawca otrzymał łącznie 135 zgłoszeń, z których wybrano 16 finalistów. Finał preselekcji odbył się 17 września 2011, w finale rywalizowali: Razmik & Friends („Yes sirum em kez”), Milena Vardanyan („Stop”), Maria Enokyan („Nor erg”), Petros Kazaryan („Im erazanq”), Ninela Mkhitaryan („Notaneri ashkharkum”) Tatev Engibaryan („Hayeren”), Do-Re-Mi („Dance With Me”), Nadezhda Sargsyan („Tik-Tak”), Allegro („Bnutyan hrashkner”), Meri Arzumanyan („Pari ritmer”), Monika Navasardyan („Slatsik qami”), Dalita Avanesyan („Welcome to Armenia”), Anahit Hakobyan („Balet”), Sona Gyulkhasyan („Togh”) oraz Milli („Mill-Oni”) i Vahagn Grigoryan („Mer bake”). Finał preselekcji wygrała 12-letnia Dalita Avanesyan z utworem „Welcome to Armenia”, z którym 3 grudnia 2011 wystąpiła w finale 9. Konkursu Piosenki Eurowizji Junior i zajęła piąte miejsce, zdobywszy 85 punktów.
30 września 2012 odbył się finał preselekcji Junior Eurosong, których zwycięzca został wyłoniony w głosowaniu telewidzów oraz jury. Spośród 20 nadesłanych zgłoszeń wyłoniono 17 finalistów, którymi zostali: Flora Mkhitaryan („Ory”), Khentutyun Ensemble („Linum e, chi linum”) Tatev Yengibaryan („Im Rock’y”), Ninela Mkhitaryan („Im Ashkhar’y”), Karen Ohanyan („Love”), Marine Abrahamyan („Stop”), Milly Miskaryan („Ser’y tariq chi harcnum”), Zangak Song Studio („Tik Tak”), Lusine Ghazaryan („Yerazanqi tevov”), Lidushik („Shnorhavor”), Vahagn Grigoryan („Home Sweet home”), Gayane Ghazaryan („Come”), Style („Knock, Knock”), Sona Dounoyan („Tarber enq”), Mane Araqelyan („Yergavazq”), Compass Band („Sweetie baby”) oraz Angelina Gasparyan („My name is Angel”). Finał wygrała grupa Compass Band z utworem „Sweetie Baby”, który 1 grudnia wykonała w finale 10. Konkursu Piosenki Eurowizji Junior w Amsterdamie i zajęła trzecie miejsce z dorobkiem 98 punktów, w tym najwyższą notę 12 punktów z dwóch krajów.

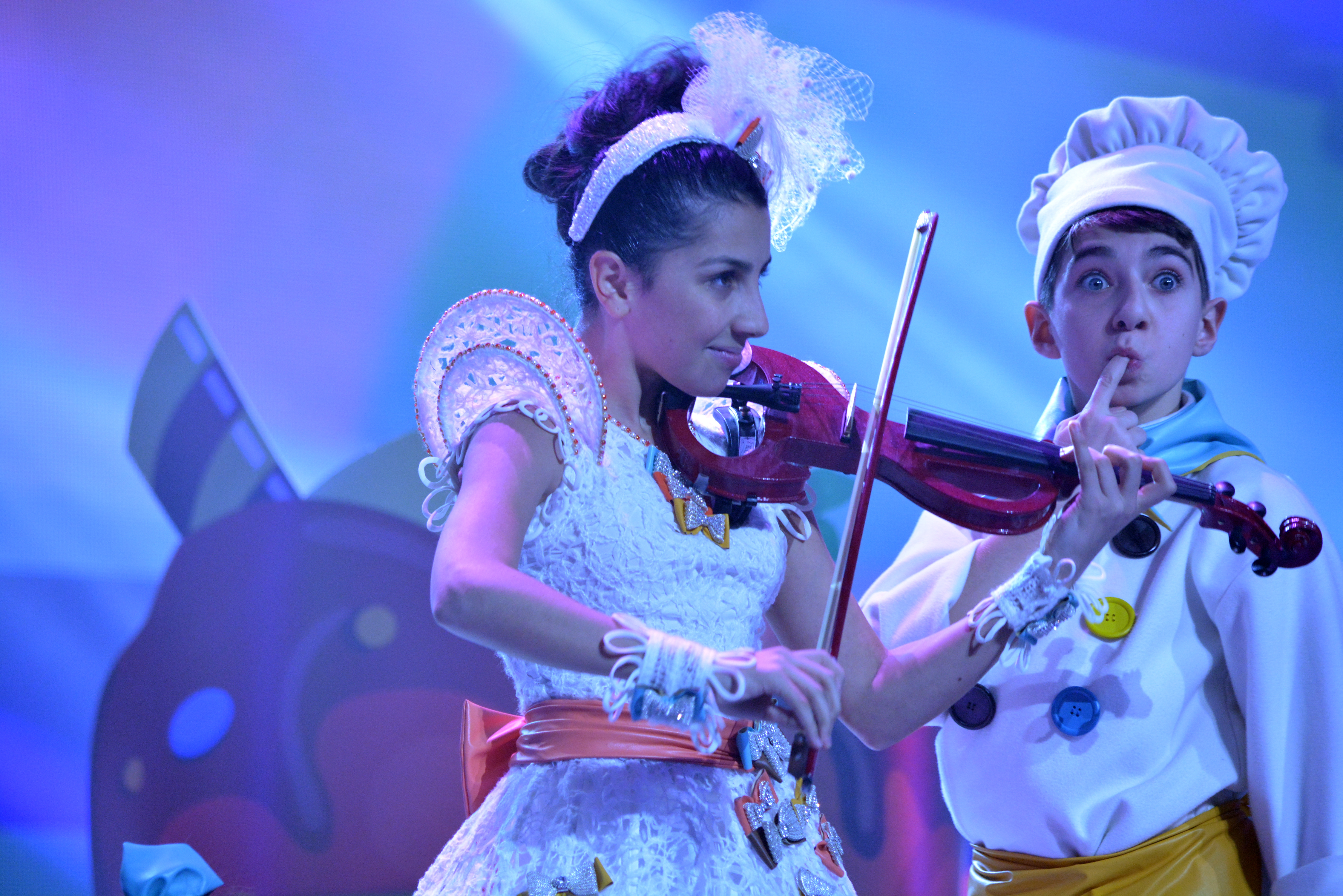
Monika Awanesjan podczas prób do występu w Amsterdamie

27 września 2013 odbył się finał preselekcji Junior Eurosong, w którym wystąpiło 12 kandydatów: Mary Vardanyan („Ergn Im Ays”), Michael Varosyan („Happy Day”), David Vardanyan i Erna Mirzoyan („Lusavorakan”), Petros Ghazaryan („Du-Du”), Karen Oughuryan („Ynkerner Enq”), Karen Ohanyan („Share And Like”), Karapet Karapetyan („Miracles”), Gayane Ghazaryan („We Are Young”), Milena Ghazaryan („Antsanot Ashkhar”), Roza Kostandyan („Gitem”), Monica Avanesyan („Choco Fabric”) oraz Michael Simonyan („Otar Mi Vairum”). Decyzją jurorów oraz telewidzów preselekcje wygrała 15-letnia Monica Avanesyan z piosenką „Choco Fabric”. 1 grudnia wystąpiła na koncercie finałowym 11. Konkursu Piosenki Eurowizji Junior w Amsterdamie i zajęła szóste miejsce, zdobywszy 69 punktów, w tym najwyższą notę 12 punktów z Gruzji.
29 maja 2014 ormiański nadawca publiczny potwierdził udział w 12. Konkursie Piosenki Eurowizji Junior w Marsie. Podobnie jak w poprzednich latach, zorganizował krajowe eliminacje Junior Eurosong, do którego zgłoszenia trwały od 1 czerwca do 15 sierpnia 2014. Nadawca otrzymał łącznie 87 zgłoszeń i wyłonił spośród nich 10 finalistów, którymi zostali: Narek Vardanyan („Ashun”) Mary Kocharyan („Chi kareli”), Elina i Arman („Galaxy”), Karen Ohanyan i Mika („Shine out”), Bettie (Elizabeth Danielyan) („People of the sun”), Mika Mankutyan („Khorhurd”), Mery M („#Peace”), Yuna („Walk around”), Srbuhi feat. DDJ („Zurna”) i Suzi Harutyunyan („I dream”). 14 września 2014 w finale selekcji wygrała 11-letnia Elizabeth „Betty” Danielyan z piosenką „People of the Sun”, z którą 15 listopada wystąpiła w finale konkursu i zajęła trzecie miejsce z dorobkiem 146 punktów, w tym 124 punktów od widzów (2. miejsce) oraz 114 punktów od jury (2. miejsce); otrzymała najwyższą notę 12 punktów z sześciu krajów.
15 czerwca 2015 telewizja AMPTV potwierdziła udział w konkursie organizowanym w Sofii. Nadawca zdecydował się wewnętrznie wybrać reprezentanta, a 14 lipca 2015 poinformował, że został nim 12-letni Michael „Mika” Warosjan z piosenką „Love”. 21 listopada 2015 w finale konkursu zajął drugie miejsce z dorobkiem 176 punktów, w tym 134 punktów od widzów (2. miejsce) i 149 punktów od jury (2. miejsce); otrzymał najwyższe noty z czterech krajów.
21 lipca 2016 telewizja AMPTV potwierdziła udział w 14. Konkursie Piosenki Eurowizji Junior w Valletcie. Jak rok wcześniej, wybrała swojego reprezentanta wewnętrznie, a 10 sierpnia 2016 ogłosiła, że będą nimi Anahit Adamian i Mary Wardanian. Ich konkursowa piosenka „Tarber” została wydana 28 października 2016. 20 listopada 2016 duet wystąpił w finale konkursu i zajął drugie miejsce z dorobkiem 232 punktów.
18 lipca 2017 ormiański nadawca publiczny ogłosił, że do reprezentowania Armenii w 15. Konkursie Piosenki Eurowizji Junior w Tbilisi wybrał wewnętrznie 9-letniego Michaela „Mishę” Grigoriana. 23 listopada wydano konkursowy utwór „Boomerang”. 26 listopada 2017 odbył się finał konkursu, w którym Misha zajął szóste miejsce z dorobkiem 148 punktów, w tym 56 punktów od widzów (8. miejsce) i 92 punkty od jury (4. miejsce); otrzymał maksymalną notę 12 punktów z Cypru.
W 2018 telewizja AMPTV zdecydowała, że Armenię w 16. Konkursie Piosenki Eurowizji Junior w Mińsku reprezentować będzie zwycięzca muzycznego programu Depi Mankakan Jewratesil, który składał się z dwóch półfinałów oraz finału. W finale selekcji wystąpiło 10 uczestników: Lia („Kamac-Kamac”), Anahit Arakelyan („Shabadibam”), Harut Harutyunyan („Amar e”), Lily („Payqar”), Vova („Leggo”), Serj Araqelyan („Good Mood”), Vardan Margaryan („Janaparh”), Eliza („Im Erazanq”), Levon Galstian („L.E.V.O.N”) oraz Ani („Angels”). Finał programu wygrał Levon Galstian z piosenką „L.E.V.O.N”, za którą otrzymał łącznie 49 punktów w głosowaniu jury, telewidzów oraz dziecięcego jury. 25 listopada 2018 odbył się finał konkursu, w którym Levon zajął dziewiąte miejsce, zdobywszy 125 punktów, w tym 70 punktów od widzów (5. miejsce) i 55 punktów od jury (12. miejsce).
W 2019 telewizja AMPTV ogłosiła, że zwycięzca muzycznego programu Depi Mankakan Jewratesil będzie reprezentował Armenię w 17. Konkursie Piosenki Eurowizji Junior w Gliwicach. W przeciwieństwie do 2018 program tym razem składał się wyłącznie z finału, w którym wystąpili: Karina Ignatian („Colours of Your Dream”), Narek Markosian („Im ergy”), Anzhela Albertian („Khaghanq khaghagh”), Roza Elojan („Im qaghaq”), Robert Bagratian („Captain Friendship”), Emily Howhannisian („Parum enq pary”), Anishock („Selfie Yerevan”), Ani Atajan („Every Time”), Wardan Margarian („La La La”) oraz Anahit Arakelian („Chem handznvi”). Finał programu wygrała Karina Ignatian z piosenką „Colours Of Your Dream”, zdobywając łącznie 138 punktów w głosowaniu jury, telewidzów oraz dziecięcego jury. 24 listopada 2019 piosenkarka zajęła w finale dziewiąte miejsce, zdobywszy 115 punktów, w tym 45 punktów od widzów (11. miejsce) i 70 punktów od jury (8. miejsce).

### Od 2020

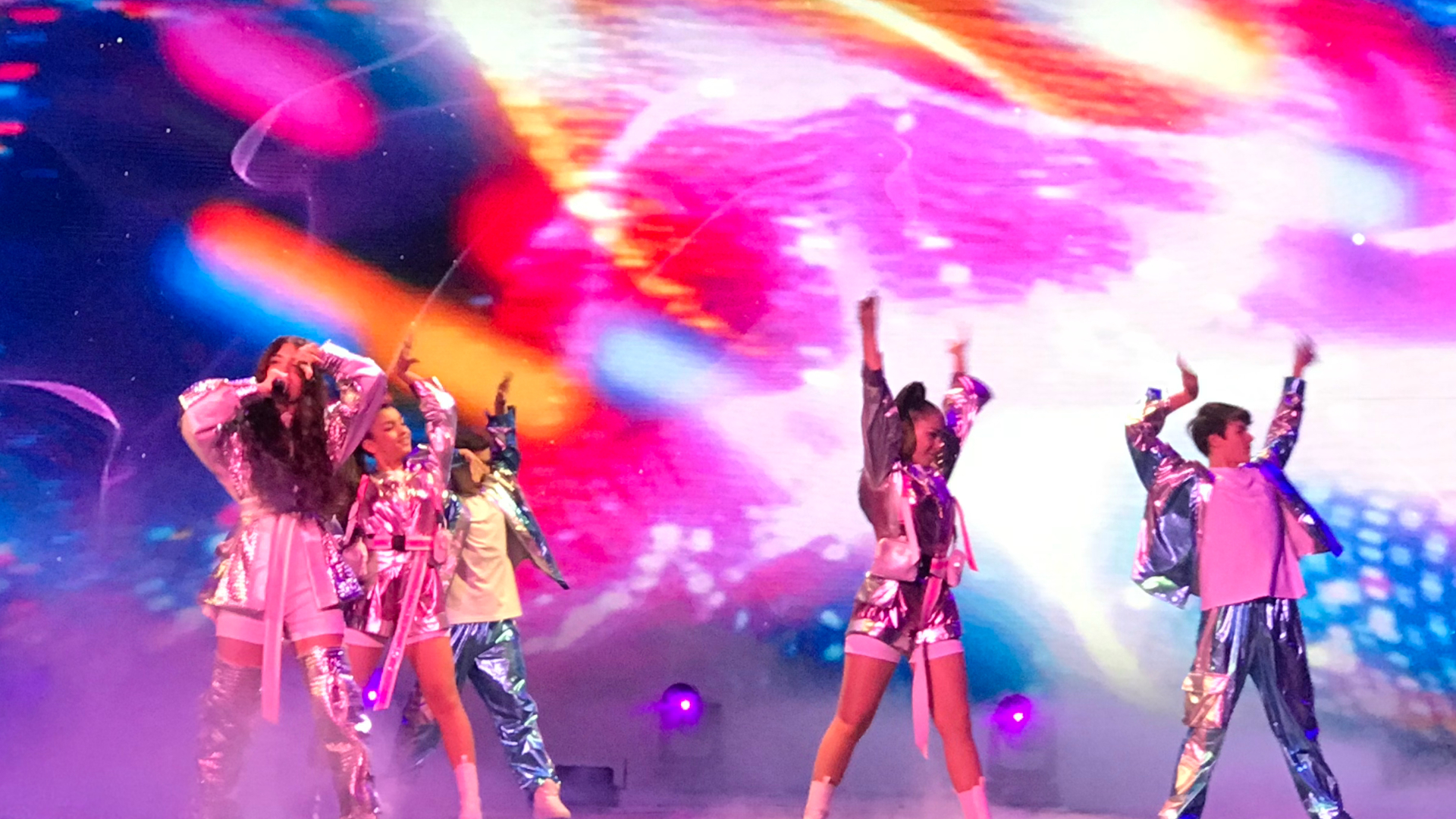
Maléna podczas występu w Paryżu

Telewizja z Armenii początkowo znajdowała się na liście krajów chętnych do udziału w 18. Konkursie Piosenki Eurowizji Junior, jednak 5 listopada 2020 wycofała się z konkursu, tłumacząc się stanem wojennym, który został wprowadzony w kraju w wyniku trwającego konfliktu w Górskim Karabachu, sytuacją epidemiologiczną w kraju oraz problemami finansowymi nadawcy. Szef ormiańskiej delegacji David Tserunian ujawnił we wpisie na Instagramie, że Maléna Fox wcześniej została wybrana wewnętrznie na reprezentantkę Armenii, a jej piosenka została nawet przygotowana i nagrana. Utwór „Why”, został opublikowany 29 listopada – w dniu finału konkursu.
17 listopada ormiański nadawca publiczny ogłosił, że weźmie udział w 19. Konkursie Piosenki Eurowizji Junior i będzie reprezentować go Maléna. 19 listopada został opublikowany jej konkursowy utwór, „Qami Qami”, z którym 19 grudnia zajęła pierwsze miejsce w finale, zdobywszy 224 punkty, w tym 109 punktów od widzów (1. miejsce) i 115 punktów od jury (3. miejsce).

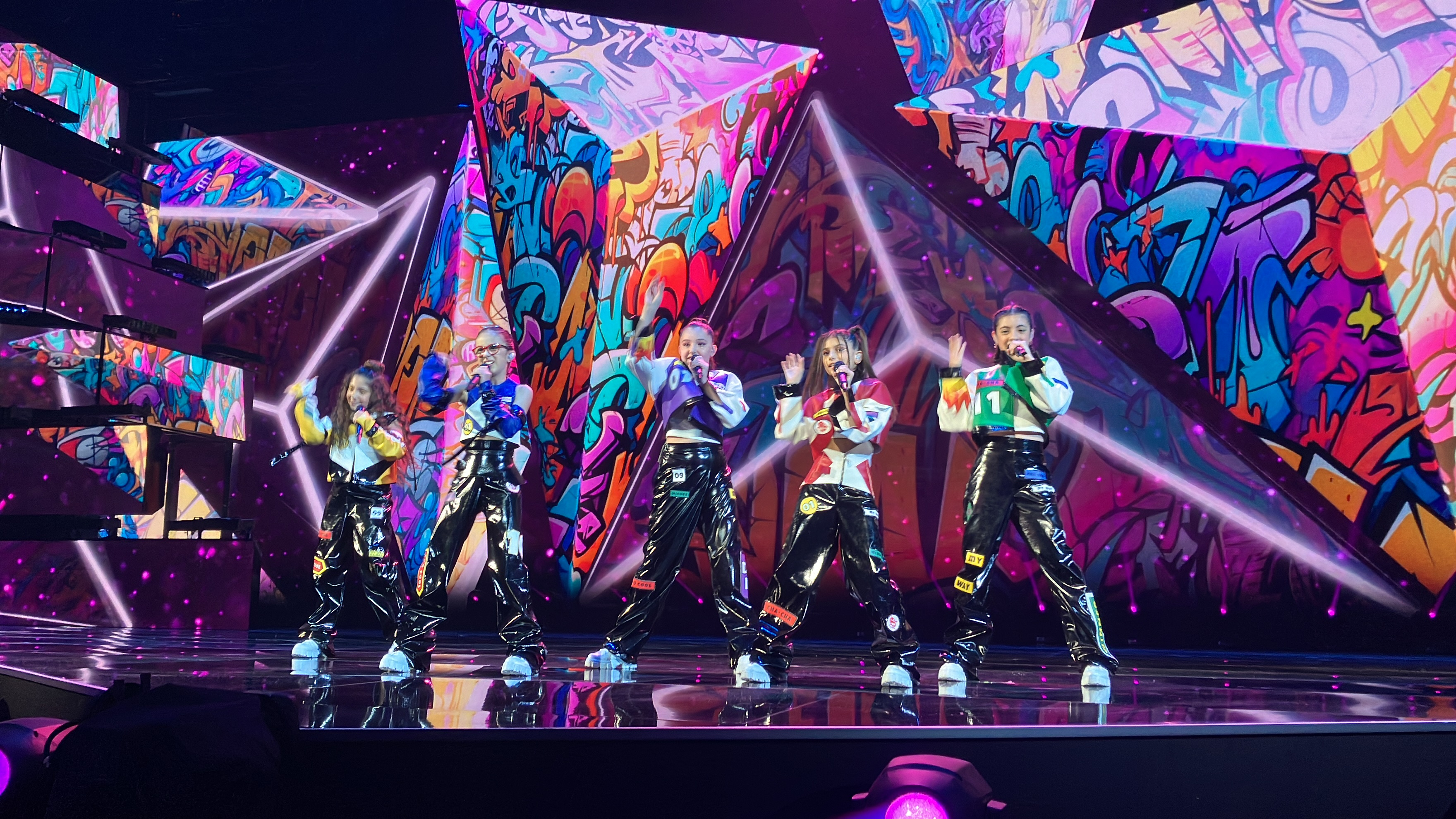
Yan Girls podczas występu w Nicei

21 grudnia 2021 potwierdzono, że ormiański nadawca Hajastani Hanrajin herrustajnkerut’jun (AMPTV) będzie organizatorem 20. Konkursu Piosenki Eurowizji Junior. Finał konkursu został rozegrany na terenie Kompleksu Sportowo-Koncertowego im. Karen Demirczian w Erywaniu. 17 lutego 2022 premier Armenii Nikol Paszinian ogłosił, że przeznaczono fundusze na rzecz organizacji konkursu. 8 listopada ormiański nadawca podał, że koszt organizacji konkursu wyniósł prawie 13 mln. euro. 13 lipca 2022 ormiański nadawca ogłosił, że wybierze reprezentanta poprzez przesłuchania, do których zgłoszenia trwały od 13 lipca do 1 sierpnia. 29 sierpnia ujawniono, że stacja otrzymała ponad 100 zgłoszeń w formularzu online, w skład jury podczas przesłuchań weszli: David Tserunyan (przewodniczący ormiańskiej delegacji), Anushik Ter-Ghukasyan (producent muzyczny AMPTV), Dalita (reprezentantka Armenii w 9. Konkursie Piosenki Eurowizji Junior), Rosa Linn (reprezentantka Armenii w 66. Konkursie Piosenki Eurowizji) i Lilit Navasardyan (autorka tekstów). Do przesłuchań na żywo telewizja zaprosiła 30 uczestników. 28 października podczas konferencji prasowej ormiańskiego nadawcy AMPTV ogłoszono, że na reprezentantkę Armenii wybrano 14-letnią Nare Gazarjan. 12 listopada premierę miała konkursowa piosenka „Dance!” napisana i skomponowana przez Grigor Kyokchyana i Nick Egibyana. 11 grudnia Nare wystąpiła jako piętnasta w kolejności startowej i zajęła drugie miejsce, zdobywszy 180 punktów, w tym 70 pkt od widzów oraz 110 pkt od jury.
4 lipca 2023 telewizja ormiańska potwierdziła swój udział w 21. Konkursie Piosenki Eurowizji Junior. Nadawca ogłosił, że reprezentant zostanie wybrany poprzez przesłuchania, do których zgłoszenia trwały od 4 lipca do 23 lipca. 28 września 2023 francuska prasa 20 Minutes zaczęła informować że udział Armenii w konkursie może być zagrożony z powodu III wojny o Górski Karabach.
25 października 2023 ormiański nadawca ogłosił, że grupa Yan Girls będzie reprezentować kraj z piosenką „Do It My Way”. 26 listopada 2023 grupa Yan Girls wystąpiła jako ósma w kolejności i zajęła 3. miejsce zdobywając 180 punktów, w tym 116 pkt od jury (2. miejsce) oraz 64 pkt od widzów (6. miejsce).
5 lipca 2024 ormiański nadawca potwierdził swój udział w 22. Konkursie Piosenki Eurowizji Junior. Reprezentant ponownie został wybrany poprzez przesłuchania, zgłoszenia trwały od 8 do 28 lipca. 28 września ormiański nadawca ujawnił, że decyzją komisji jurorskiej spośród 100 nadesłanych zgłoszeń na reprezentanta wybrano 10-letniego Leo. 22 października na oficjalnym kanale Junior Eurovision Song Contest opublikowano konkursowy utwór „Cosmic Friend” wraz z teledyskiem. Piosenka została napisana przez Malénę i Wahrama Petrosjana a skomponowana przez Tokionine. 16 listopada 2024 Leo wystąpił jako czwarty w kolejności startowej i zajął 8. miejsce zdobywszy łącznie 125 punktów, w tym 76 pkt od jury (7. miejsce) oraz 49 pkt od widzów (10. miejsce). 25 listopada ujawniono, że oglądalność finału konkursu w Armenii wyniosła 201 tys. widzów, co przełożyło się na udziały w rynku na poziomie 39,91%.
4 lipca 2025 stacja potwierdziła udział w 23. Konkursie Piosenki Eurowizji Junior i rozpoczęła przyjmowanie wniosków od chętnych kandydatów. Termin składania wniosków rozpoczął się 7 lipca a zakończy 15 sierpnia 2025 roku.

## Uczestnictwo
Armenia uczestniczy w Konkursie Piosenki Eurowizji Junior od 2007. Poniższa tabela uwzględnia nazwiska wszystkich ormiańskich reprezentantów, tytuły konkursowych piosenek i języki w których były śpiewane oraz wyniki w poszczególnych latach.
| Rok  | Artysta                   | Piosenka                | Język                | Miejsce    | Punkty     |
| ---- | ------------------------- | ----------------------- | -------------------- | ---------- | ---------- |
| 2007 | Arevik                    | „Erazanq”               | ormiański            | 2          | 136        |
| 2008 | Monika Manuczarowa        | „Im Ergi Hinchune”      | ormiański            | 8          | 58         |
| 2009 | Luara Hajrapetian         | „Barcelona”             | ormiański            | 2          | 116        |
| 2010 | Wladimir Arzumanian       | „Mama”                  | ormiański            | 1          | 120        |
| 2011 | Dalita Avanesyan          | „Welcome to Armenia”    | ormiański, angielski | 5          | 85         |
| 2012 | Compass Band              | „Sweetie Baby”          | ormiański, angielski | 3          | 98         |
| 2013 | Monika Awanesjan          | „Choco-Factory”         | ormiański, angielski | 6          | 69         |
| 2014 | Betty                     | „People of the Sun”     | ormiański, angielski | 3          | 146        |
| 2015 | Mika                      | „Love”                  | ormiański, angielski | 2          | 176        |
| 2016 | Anahit i Mary             | „Tarber”                | ormiański, angielski | 2          | 232        |
| 2017 | Michael „Misha” Grigorian | „Boomerang”             | ormiański, angielski | 6          | 148        |
| 2018 | Lewon                     | „L.E.V.O.N”             | ormiański            | 9          | 125        |
| 2019 | Karina Ignatian           | „Colours of Your Dream” | ormiański, angielski | 9          | 115        |
| 2020 | Maléna                    | „Why”                   | ormiański, angielski | Rezygnacja | Rezygnacja |
| 2021 | Maléna                    | „Qami Qami”             | ormiański, angielski | 1          | 224        |
| 2022 | Nare                      | „Dance!”                | ormiański, angielski | 2          | 180        |
| 2023 | Yan Girls                 | „Do It My Way”          | ormiański, angielski | 3          | 180        |
| 2024 | Leo                       | „Cosmic Friend”         | ormiański, angielski | 8          | 125        |
| 2025 |                           |                         |                      |            |            |

Legenda:
     1. miejsce
     2. miejsce
     3. miejsce

## Historia głosowania w finale (2007–2023)
Poniższe tabele pokazują, którym krajom Armenia przyznaje w finale najwięcej punktów oraz od których państw ormiańscy reprezentanci otrzymują najwyższe noty.
| Lp. | Kraj     | Punkty |
| --- | -------- | ------ |
| 1   | Gruzja   | 139    |
| 2   | Rosja    | 121    |
| 3   | Holandia | 81     |
| 4   | Ukraina  | 75     |
| 5   | Białoruś | 72     |

| Lp. | Kraj     | Punkty |
| --- | -------- | ------ |
| 1   | Gruzja   | 138    |
| 2   | Ukraina  | 128    |
| 3   | Rosja    | 124    |
| 4   | Holandia | 106    |
| 5   | Białoruś | 93     |

## Organizacja
| Rok  | Lokalizacja                                                           | Prowadzący                                                      |
| ---- | --------------------------------------------------------------------- | --------------------------------------------------------------- |
| 2011 | Armenia (Erywań, Kompleks Sportowo-Koncertowy im. Karena Demircziana) | Gohar Gasparyan i Avet Barseghyan                               |
| 2022 | Armenia (Erywań, Kompleks Sportowo-Koncertowy im. Karena Demircziana) | Iweta Mukuczian, Garik Papojan, Karina Ignatjan i Robot „Robin” |

## Komentatorzy i sekretarze
Spis poniżej przedstawia wszystkich ormiańskich komentatorów konkursu oraz krajowych sekretarzy podających punkty w finale.
| Komentatorzy i sekretarze z Armenii    | Komentatorzy i sekretarze z Armenii   | Komentatorzy i sekretarze z Armenii |
| Rok                                    | Komentator                            | Sekretarz                           |
| -------------------------------------- | ------------------------------------- | ----------------------------------- |
| 2007                                   | Gohar Gasparian, Felix Chaczatrian    | Ani Sahakian                        |
| 2008                                   | Gohar Gasparian                       | Mary Sahakian                       |
| 2009                                   | Gohar Gasparian                       | Razmik Aghadżanian                  |
| 2010                                   | Gohar Gasparian i Artak Wandanian     | Nadja Sargsian                      |
| 2011                                   | Artak Wardanian i Marianna Dżavachjan | Razmik Aghadżanian                  |
| 2012                                   | Gohar Gasparian                       | Mika                                |
| 2013                                   | Dalita i Wahe Czanamirian             | Dawid Vardanian                     |
| 2014                                   | Awet Barseghian                       | Monika Awanesian                    |
| 2015                                   | Awet Barseghian                       | Betty                               |
| 2016                                   | Awet Barseghian                       | Mika                                |
| 2017                                   | Gohar Gasparian                       | Lilit Tochatian                     |
| 2018                                   | Mika i Dalita                         | Wardan Margarian                    |
| 2019                                   | Awet Barseghian i Mane Grigorian      | Erik Antonian                       |
| Brak reprezentanta i transmisji w 2020 |                                       |                                     |
| 2021                                   | Arman Margarian i Hraczuhi Utmazian   | Karina Ignatian                     |
| 2022                                   | Arman Margarian i Hraczuhi Utmazian   | Maléna                              |
| 2023                                   | Arman Margarian i Hraczuhi Utmazian   | Lino Mercier                        |
| 2024                                   | Hamlet Arakelian i Sevak Hakobyan     | Nane Andreasian                     |